# Francesco Secchiari
Francesco Secchiari (Fivizzano, 24 de agosto de 1972) fue un ciclista Italiano que fue profesional entre 1995 y 2004.

## Palmarés
1993
- 1º en la Copa Ciudad de Asti

1994
- 1º en la Turín-Biella

1995
- Vencedor de una etapa en la Vuelta a Portugal

1997
- 1º en el Gran Premio Industria y Commercio Artigianato Carnaghese
- Vencedor de una etapa a la Vuelta a Portugal

1998
- 1º en el Giro de Toscana
- 1º en el Giro de los Abruzzos y vencedor de 2 etapas

2000
- Vencedor de una etapa a la Vuelta a Suiza

## Resultados en las grandes vueltas
| Carrera         | 1995 | 1996 | 1997 | 1998 | 1999 | 2000 | 2001 | 2002 | 2003 | 2004  |
| --------------- | ---- | ---- | ---- | ---- | ---- | ---- | ---- | ---- | ---- | ----- |
| Giro de Italia  | 66º  | Ab.  | Ab.  | 24º  | 27.º | 59.º | 48.º | Ab.  | 96.º | -     |
| Tour de Francia | -    | -    | -    | -    | Ab.  | -    | -    | -    | -    | 121.º |
| Vuelta a España | -    | -    | -    | -    | -    | Ab.  | -    | -    | Ab.  | -     |

-: no participa

Ab.: abandono